# Waiomys mamasae
Waiomys mamasae es la única especie del género Waiomys de roedores miomorfos de la familia de los múridos.

## Distribución geográfica
Se encuentra sólo en las selvas montanas en el centro-oeste de Célebes (Indonesia).